# Зґода (Куявсько-Поморське воєводство)
Зґода (пол. Zgoda) — село в Польщі, у гміні Александрув-Куявський Александровського повіту Куявсько-Поморського воєводства.
Населення — 158 осіб (2011).
У 1975-1998 роках село належало до Влоцлавського воєводства.

## Демографія
Демографічна структура станом на 31 березня 2011 року:
|          | Загалом | Допрацездатний вік | Працездатний вік | Постпрацездатний вік |
| -------- | ------- | ------------------ | ---------------- | -------------------- |
| Чоловіки | 79      | 16                 | 58               | 5                    |
| Жінки    | 79      | 14                 | 51               | 14                   |
| Разом    | 158     | 30                 | 109              | 19                   |